# Evelyn Lau
Evelyn Lau (Vancouver, 2 de julho de 1971) é uma escritora canadense, famosa pelo seu diário publicado em 1989, Runaway: Diary of a Street Kid (A Fugitiva - O Diário de uma Menina de Rua).

### Memórias
- Runaway: Diary of a Street Kid - (HarperCollins,1989) (pré-selecionado para o Prêmio de Jornalistas do Canadá. Traduzido para francês, alemão, italiano, polonês, chinês, japonês, sueco, holandês, português, coreano, búlgaro, húngaro)
  - em Alemão: Wie ein Vogel ohne Flügel. Transl. Uschi Gnade. Goldmann, Munich 1993
- Inside Out: Reflection on a Life So Far - (Doubleday, 2001)

### Poesia
- You Are Not Who You Claim - (Beach Holme, 1990) (vencedor do Milton Acorn People's Poetry Award)[2]
- Oedipal Dreams - (Beach Holme, 1992) (nomeada para o Governor General's Award e apresentado no filme de Michael Radford, Dancing at the Blue Iguana)
- In the House of Slaves - (Coach House, 1994)
- Treble (Raincoast, 2005)
- Living Under Plastic (Oolichan, 2010) (vencedor do Pat Lowther Award)[3]
- A Grain of Rice (Oolichan, 2012) (pré-selecionados para os prêmios Dorothy Livesay e Pat Lowther)
- Tumour (Oolichan, 2016)

### Histórias curtas
- Fresh Girls and Other Stories. (HarperCollins, 1993) (selecionado para o Prêmio QPB de Nova Ficção Notável. Traduzido para alemão, chinês, holandês, dinamarquês, japonês, italiano, húngaro)
  - em Alemão, tradução de Angela Stein: Fetisch & andere Stories. Goldmann, Munich 1996
- Choose Me. (Doubleday, 1999)  (traduzido para o japonês, sueco)

### Ensaios significativos e peças curtas
- "I Sing the Song of my Condo" Globe and Mail (1995)
- "An Insatiable Emptiness" The Georgia Straight (1995)
- "On the Road with Family, Friends, and the Usual Questions" Vancouver Sun (1995)
- "Me and W.P. " Vancouver Magazine (1997)
- "Lay Off Me and W.P. " Globe and Mail (1998)

### Romances
- Other Women. (Random House, 1995) (traduzido para holandês, alemão, italiano, chinês, coreano, português, dinamarquês, japonês, grego, hebraico, polonês)
  - em alemão, tradud. Birgit Moosmüller: Die Frau an seiner Tür. Goldmann, Munique 1996